# 冷凍動物園
冷凍動物園（Frozen zoo）は、DNA、精子、卵子、胚等の動物由来の遺伝物質を貯蔵するための施設である。収集された遺伝物質は長期間の保存に適した極低温で貯蔵される。種子等、植物由来の遺伝物質も収集する施設もある。
サンディエゴ動物園等のいくつかの動物園や Audubon Center for Research of Endangered Species等の研究プログラムは、絶滅危惧種の遺伝的多様性を守るためや、タスマニアタイガーやマンモス等の絶滅種を将来再び蘇らせることを目的として、遺伝物質を低温保存している。
San Diego Zoo Conservation Researchの冷凍動物園では、動物と植物から収集した生体物質を1976年から-196℃の液体窒素で保存している。現在のコレクションは、800以上の種及び亜種の8,400サンプルに上る。San Diego Zoo Conservation Researchの冷凍動物園は、アメリカ合衆国やヨーロッパの動物園によるFrozen Ark等の類似のプロジェクトの元祖となっている。しかし、世界中でも冷凍動物園の数は1ダースにも満たない。
シャールジャのUnited Arab Emirates Breeding Centre for Endangered Arabian Wildlife (BCEAW)では、Felis silvestris gordoni（ヨーロッパヤマネコの亜種）やアラビアヒョウ等の絶滅の危機に瀕する動物の胚を保存している。

## サンプルの作成
オスは精子を過剰に生産するため、冷凍動物園のために採取するのは容易である。精子は死後でも採取することができる。メスの卵子は通常は数が少ないが、ホルモン療法によって、卵母細胞の数を種により10個から20個に増やすことができる。胚は回復力が強いため、卵を孵化させてから冷凍保存するところもある。

## サンプルの利用
冷凍動物園のサンプルは永久に保存することが可能であり、人工授精や体外受精、胚移植やクローニングに用いられる。冷凍動物園を利用した人工授精は、遺伝子の改良や近親交配の防止にもなる。
技術の発展によって、保存状態の良くないサンプルでも遺伝子を扱うことができるようになったが、自然に帰すほどに成功するためには、最新の技術の他に十分な量の管理されたサンプルが必要になる。